# Рассвет (Дагестан)
Рассвет — село в Тарумовском районе Дагестана. Административный центр сельского поселения сельсовет «Уллубиевский».

## Географическое положение
Расположено на правом берегу реки Таловка, в 18 км к юго-востоку от районного центра села Тарумовка.

## История
Основано в 1914 году, немцами-переселенцами. В период Гражданской войны произошло расширение хутора за счёт немецких переселенцев из Бабаюртовского района. Все немецкое население хутора в 1941 году было выселено в республики Средней Азии и Казахстан, а населённый пункт заселён русскими с хутора Горбовский, тогда же село получило новое название Рассвет.

## Население
| 1926 | 1970 | 1989 | 2002  | 2010  | 2021  |
| ---- | ---- | ---- | ----- | ----- | ----- |
| 275  | ↗876 | ↘463 | ↗1038 | ↗1216 | ↘1182 |

Национальный состав
По данным Всесоюзной переписи населения 1926 года:
| № | Национальность   | Численность, чел. | Доля  |
| - | ---------------- | ----------------- | ----- |
| 1 | российские немцы | 275               | 100 % |

По результатам Всероссийской переписи населения 2010 года:
| № | Национальность | Численность, чел. | Доля   |
| - | -------------- | ----------------- | ------ |
| 1 | аварцы         | 647               | 53,2 % |
| 2 | русские        | 228               | 18,8 % |
| 3 | ногайцы        | 160               | 13,2 % |
| 4 | даргинцы       | 125               | 10,3 % |
| 5 | лезгины        | 17                | 1,4 %  |
| 6 | цахуры         | 15                | 1,2 %  |
| 7 | другие         | 24                | 1,9 %  |